# Уссурійськ
Уссурійськ (рос. Уссурийск, кит.: 雙城子 «Шуанченцзи») — місто на Далекому Сході Російської Федерації, адміністративний центр Уссурійського міського округу (до 2004 року — району) Приморського краю.
Розташований на Приханкайській низовині, за 112 км від Владивостока на річці Раківка, в улоговині між сопками. Площа міського округу 3690 км².
Населення міста — 161,5 тисяч осіб (2012). Є третім містом Приморського краю за кількістю населення (після Владивостока та Находки). (Уссурійський міський округ — 180,7 тис. осіб (2009)). Близько 60 % промисловості міста припадає на виробництво продуктів харчування.

## Історія

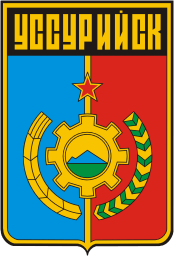
Радянський герб міста (1976).

У 1866 13-ма сім'ями, що прибули з Астраханської та Воронезької губерній, було засноване село Микольське (рос. Никольское), назване так на честь Миколая Чудотворця. У 1898 році воно отримало статус міста та назву Микольськ-Уссурійський[джерело?] (рос. Никольск-Уссурийский). До складу міста увійшло не лише село Микольське, але залізничне селище станції Кетрицеве і виселок Суйфунський. Пізніше населення новоутвореного містечка значно поповнилося вихідцями з України, які масово переселятися на південь далекосхідного регіону Російської імперії.
Кореспондент Іван Ілліч-Світич так описував місто у 1905 р.:

Це велике малоросійське село. Головна і найстаріша вулиця — Микольська. Вздовж всієї вулиці, по обидва боки, витягнулися білі мазанки, місцями і тепер ще криті соломою. В кінці міста, при злитті Раківки з Супутинкою, як часто і на корінний Україні, влаштовано «ставок», біля якого мальовничо притулився «Млинок», так що виходила б цілком та картина, в якій «старий дід» в одній пісні бентежить «молоду дівчину» — «і ставок, і Млинок, і вишневенький садок», якби цей останній був у наявності. Серед російського населення, не рахуючи козаків, малороси настільки переважають, що сільських мешканців міський, так званий інтелігентний, називає не інакше, як «хохлами». І дійсно, серед полтавців, чернігівців, київських, волинських та інших українців переселенці з великоруських губерній зовсім губляться, будучи як би вкрапленням в основний малоросійський елемент. Базар в торговий день, наприклад, у Микольську-Уссурійському вельми нагадує якесь містечко в Україні; та ж маса круторогих волів, ліниво пережовували жуйку біля возів, наповнених мішками борошна, крупи, сала, свинячих туш тощо; той же український одяг на людях. Всюди чути веселий, багатолюдний, жвавий малоросійський говір, і в літню спеку день можна подумати, що знаходишся десь у Миргороді, Решетилівці або Сорочинцях часів Гоголя.
Оригінальний текст (рос.)
Это большое малорусское село. Главная и самая старая улица - Никольская. Вдоль всей улицы, по обеим сторонам, вытянулись белые мазанки, местами и теперь еще крытые соломой. В конце города, при слиянии Раковки с Супутинкой, как часто и на коренной Украине, устроен «ставок», подле которого живописно приютился «млынок», так что получалась бы вполне та картина, в которой «старый дид» в одной песне смущает «молоду дивчину» - «и ставок, и млынок, и вишневенький садок», если бы этот последний был налицо. Среди русского населения, не считая казаков, малороссы настолько преобладают, что сельских жителей городской, так называемый интеллигентный, называет не иначе, как «хохлами». И действительно, среди полтавцев, черниговцев, киевских, волынских и других украинцев переселенцы из великорусских губерний совершенно теряются, являясь как бы вкраплением в основной малорусский элемент. Базар в торговый день, например, в Никольске-Уссурийском весьма напоминает какое-нибудь местечко в Украине; та же масса круторогих волов, лениво пережевывающих жвачку подле возов, наполненных мешками муки, крупы, сала, свиных туш и т.п.; та же украинская одежда на людях. Повсюду слышится веселый, бойкий, оживленный малорусский говор, и в жаркий летний день можно подумать, что находишься где-нибудь в Миргороде, Решетиловке или Сорочинцах времен Гоголя.
— «Зеркало недели». № 42 (263) 23 — 29 октября 1999
У 1917 році в місті (тоді Микольськ-Уссурійськ) відбувся Перший загальний всеукраїнський з'їзд діячів і громадянства Далекого Сходу.
З червня 1917 року по січень 1918 року тут розміщувався Тимчасовий Далекосхідній Український Крайовий Комітет.
З 1935 до 1957 року місто називалося Ворошилов на честь радянського військового керівника Клімента Ворошилова. У 1957 місто знов змінило назву — на Уссурійськ. Ця назва збереглася дотепер.
До 1980-х років Уссурійськ посідав друге місце за чисельністю населення в Приморському краї.

## Економіка
Уссурійськ — великий залізничний вузол на Транссибірської залізничній магістралі. В місті є: Уссурійський локомотиворемонтний завод — велике підприємство, що ремонтує локомотиви для потреб РЗ і промислових підприємств; підприємства харчової промисловості (цукровий, молочний, лікеро-горілчаний заводи); заводи машинобудівної промисловості; підприємства з шиття одягу та шкіряного взуття, будівельної індустрії; кисневий завод; меблева фабрика; картонний комбінат.

## Транспорт

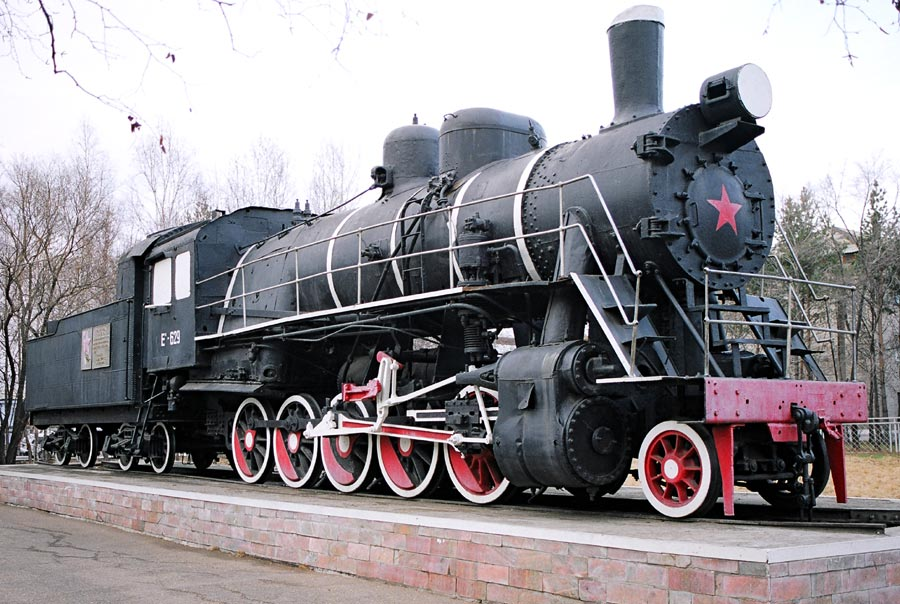
Потяг-пам'ятник в Уссурійську

Залізничний вокзал міста — станція Уссурійськ-I Далекосхідної залізниці. Вокзал обслуговують як приміські (до Владивостока та Ружиного), так і міжміські поїзди.
Федеральна траса М60 «Уссурі» зв'язує місто з Хабаровськом и Владивостоком. Автовокзал Уссурійська обслуговує міжміські автобуси.
Розвинена мережа внутрішньоміського та приміського громадського транспорту, представлена автобусами. Великими міськими транспортними компаніями є «Диліжанс», «Істок» і міська автоколона «1408». Приміські маршрути здійснюють регулярні рейси до Новонікольську, Михайлівки, Раківки та інші села.

## Відомі люди
- Журавель Андрій Андрійович (1892—1938) — лікар-фтизіатр, член Української Центральної Ради.
- Шпанов Микола Миколайович (1896—1961) — російський письменник, сценарист.
- Хмельницький Борис Олексійович (1940—2008) — російський радянський актор театру і кіно.
- Самодаєва Людмила Євгенівна (* 1951) — українська композиторка та піаністка.
- Сініцин Ігор Петрович(*1953)— український вчений та мандрівник.
- Стебелєв Андрій Валентинович (*1965) — український літератор.
- Степанченко Дмитро Андрійович (1970—2014) — майор Збройних сил України, учасник російсько-української війни.
- Качан Володимир Андрійович (1947—2021) — радянський і російський актор, музикант, письменник
- Івченко Вадим Євгенович(*1980) — депутат Верховної Ради України VIII скликання.